# Orgueil et Préjugés et Zombies
Pour les articles homonymes, voir Orgueil et Préjugés (homonymie).
Orgueil et Préjugés et Zombies (Pride and Prejudice and Zombies) est un roman parodique de l'écrivain américain Seth Grahame-Smith, paru en 2009 chez Quirk Books (en). Surfant sur le goût du public pour des œuvres comme Twilight, il insère dans le roman classique Orgueil et Préjugés, publié en 1813 par Jane Austen, des éléments des fictions modernes sur les zombies et les ninjas.
Le roman, Pride and Prejudice and Zombies, indique Jane Austen en tant que coautrice. Il a été publié pour la première fois en avril 2009 en édition de poche, illustrée en noir et blanc, et, en octobre de la même année, dans une édition de luxe, avec des illustrations additionnelles en couleurs. En France, il a été publié en octobre 2009 chez Flammarion, dans une traduction de Laurent Bury, en même temps qu'une édition de l'œuvre originelle, par les mêmes éditeur et traducteur, avec une couverture presque semblable. 
Une adaptation cinématographique, projetée dès la sortie du roman, finalement tournée en 2014, est sortie en 2016.

## Présentation
Le roman de Jane Austen est transformé selon le principe du mashup, connu et pratiqué en musique. Seth Grahame-Smith, qui dit avoir été fortement marqué par La Nuit des morts-vivants de George Andrew Romero, garde environ 85 % du texte original, mais la présence des nombreux monstres qui sortent dans la campagne après chaque pluie altère forcément l'histoire. Il dote aussi les filles Bennet (et Darcy) d'une grande dextérité de combattant contre eux et d'un code d'honneur inspiré de celui des arts martiaux japonais ou chinois. L'édition originale, sous-titrée « The Classic Regency Romance—Now with Ultraviolent Zombie Mayhem », est illustrée de onze gravures pleine page et d'une vignette sur la page de titre dues à Philip Smiley. Elle contient en appendice un questionnaire de deux pages qui pastiche les « Guides de lecture » des éditions scolaires.
Si les amateurs de romans d'horreur, comme Cory Doctorow, trouvent qu'il y a un peu « trop de Jane Austen et pas assez de zombies », les admirateurs de Jane Austen sont plus indulgents, voire amusés : Laurie Viera Rigler, qui a écrit Confessions of a Jane Austen Addict apprécie, par exemple, les euphémismes utilisés comme unmentionables (innommables), persuadée que Jane Austen elle-même aurait apprécié.

## Résumé de l'intrigue
Depuis une cinquantaine d'années l'Angleterre subit une mystérieuse épidémie : des morts-vivants battent la campagne, dévorant les vivants pour prolonger leur existence et contaminant ceux qu'ils ne tuent pas immédiatement. Londres est entourée d'une muraille colossale et divisée en quartiers étanches, l'armée stationne dans les campagnes les plus infectées, comme le Hertfordshire, le Derbyshire ou l'Essex. Mr Bennet, dont le but dans la vie est de maintenir ses filles en vie, les a, toutes jeunes, envoyées en Chine se perfectionner au Monastère Shaolin  dans les arts martiaux, et a fait construire un dojo familial. Le  « Pentagramme de la mort » des filles Bennet est réputé, tant à l'arme blanche qu'aux armes à feu, même s'il est considéré comme très peu féminin (unladylike) de porter un mousquet. Elizabeth, qui a la langue aussi affutée que son katana, est particulièrement connue et admirée comme le Défenseur de Longbourn et l'Héroïne du Hertfordshire. 
Comme le seul but de Mrs Bennet est de voir ses cinq filles mariées, elle ne peut que se réjouir de l'arrivée à Netherfield de Mr Bingley. Au cours du bal à Meryton où se rencontrent pour la première fois les Bennet et les hôtes de Netherfield, le froid Mr Darcy, l'ami de Mr Bingley, refuse de danser avec Elizabeth qui, se sentant horriblement insultée, lui aurait bien enfoncé sa dague dans le ventre pour venger son honneur bafoué si elle n'avait pas été forcée de réagir avec ses sœurs à une invasion d'innommables, qui ont massacré beaucoup de monde (dont Mrs Long).
Darcy, qui observe l'action des Bennet en connaisseur, est impressionné par la maitrise d'Elizabeth : elle manie la dague avec autant de grâce que sa sœur, mais autant de dextérité que lui-même. Il ne tarde pas à se sentir attiré par elle plus qu'il ne le voudrait, tandis qu'elle continue à le détester.
Le narrateur laisse entendre que naguère, avant une trahison dont il ne parle jamais, il était un joyeux compagnon, chaleureux, joyeux et plein d'attentions envers autrui.
…

## Altérations
Si l'intrigue suit le schéma imposé par Jane Austen dans le roman original, la présence de « l'engeance satanique » des zombies et le caractère plus extraverti des personnages principaux l'altère forcément :

### Altérations importantes

#### Personnages principaux
Darcy
Ce n'est pas sa fortune qui impressionne Meryton (Seth Grahame-Smith n'en parle pas), mais ses qualités de chasseur de monstres : il en aurait décapité un millier depuis sa sortie de Cambridge.
Il peut se montrer subtilement égrillard, caustique voire grossier à l'égard de Miss Bingley, se reconnaît violent (ah ! l'extase de tenir en main un cœur encore palpitant !), et considère qu'une jeune femme est accomplie lorsqu'elle maitrise les arts du combat dans le style de Kyoto, en plus d'un esprit formé par de nombreuses lectures (À quoi Elizabeth répond que musique et livres passent au second plan, vu la situation).
La lettre qu'il remet à Elizabeth à Rosings Park contient ses explications : s'il a rapidement éloigné Bingley de Jane, c'est qu'il était persuadé qu'elle avait été infectée, et il ne voulait pas voir son ami souffrir inutilement. S'il a autrefois puni si sévèrement Wickham (il aurait pu le tuer), c'est à cause de sa cruauté gratuite envers un palefrenier sourd pour des broutilles. Lorsqu'il a découvert la tentative d'enlèvement de Georgiana, il a provoqué Wickham en duel, mais ce dernier s'est lâchement enfui, tandis que Mrs Younge était lourdement châtiée.
Elizabeth
Avec ses sœurs, elle a été emmenée en Chine par leur père (pas insensible aux jolies Chinoises) et y a passé cinq ans à suivre le dur entraînement aux arts de combat sous l'autorité de Maitre Liu. Ayant juré à la Couronne de défendre le Hertfordshire jusqu'à la mort, l'invalidité ou le mariage, elle est une combattante accomplie à l'honneur chatouilleux. 
À Netherfield, quand le repas du bal est perturbé par deux non-morts qui ont dévoré tout le personnel dans les cuisines (Cela explique que Bingley n'ait pas tellement envie de revenir), Elizabeth, la seule à y avoir suivi Darcy (lequel refuse qu'elle se batte aussi en risquant de salir sa robe de bal) admire ses qualités de combattant, regrettant qu'il n'ait pas les mêmes comme gentleman. Elle est pourtant décidée à le tuer parce qu'il l'a insultée, mais, lorsqu'elle découvre combien elle s'est trompée sur son compte, elle s'inflige les blessures rituelles demandées par le code d'honneur.
À Rosings elle discute avec le colonel Fitzwilliam (invalide de guerre) de stratégie militaire, et montre sa maîtrise, non du piano, mais des postures des arts martiaux. Quand Darcy vient à Hunsford demander sa main, elle l'attaque (à coups de pied puis de tisonnier), le blesse mais n'arrive pas à le tuer.

#### Autres personnages
Si Charlotte qui a été contaminée par un zombie en rendant visite à Elizabeth, accepte d'épouser Mr Collins, c'est pour passer confortablement le temps qui lui reste à vivre avec une conscience humaine (Elizabeth est surprise que personne, sauf peut-être Darcy, ne remarque l'altération progressive de sa personnalité et de son apparence). Mr Collins annonce dans la lettre aux Bennet où il condamne Lydia, la mort de sa femme et son suicide imminent. C'est le colonel Fitzwilliam qui se fait l'écho des rumeurs concernant le mariage de Darcy et d'Elizabeth.
Lady Catherine, qui ne jure que par les techniques de combat japonaises, était déjà connue d'Elizabeth comme une grande combattante. Mais ce sont aussi ses ninjas (qu'elle n'hésitera pas à lancer contre Elizabeth) qui ont fait sa réputation. Elle croit avoir trouvé un sérum, qu'elle teste sur Charlotte, espérant la garder en vie pour le bonheur de son nouvel abbé, mais il se contente de ralentir la progression du mal.
Mr Collins, qui a dû décapiter Charlotte pour l'empêcher de devenir un zombie, se suicide de douleur sur sa tombe. Mais comme il faut bien que Mr Bennet reçoive une lettre le mettant en garde contre l'éventuelle union entre Darcy et Elizabeth, c'est le colonel Fitzwilliam qui s'en charge.
Darcy ne se contente pas d'obliger Wickham à épouser Lydia. Il le rend impotent… et Wickham rentre dans un séminaire pour handicapés, en Irlande.
Mrs Gardiner est ravie de retrouver un de ses anciens amoureux à Lambton, et Kitty demande à repartir en Chine continuer à se perfectionner après le mariage de ses trois sœurs, maintenant relevées de leurs obligations militaires.

### Saupoudrage de détail
Le roman est parsemé de détails chargés de rappeler qu'on est dans un pastiche de roman d'horreur,  mâtiné de traits orientalisants (genre Kung-fu), de burlesque, et de sous-entendus érotiques dans les jeux de mots :
- Il commence par une  parodie de la première phrase de Jane Austen : « It is a truth universally acknowledged that a zombie in possession of brains must be in want of more brains » (C'est une vérité universellement admise qu'un zombie qui détient de la cervelle soit désireux d'en posséder davantage).
- Les zombies migrent vers le sud en automne. Ils sortent par temps humide, mais le froid hivernal et le gel les arrêtent.
- Sir Lucas vendait de splendides vêtements pour habiller les morts (mais à quoi bon les vêtir maintenant de luxueux habits qu'ils vont déchirer en quittant leur tombe).
- Les filles Bennet s'exercent tous les jours dans le dojo familial ou en forêt (jeu du Kiss-me-Deer, tir à l'arc, au mousquet).
- Au cours de ses différentes allées et venues, Elizabeth a souvent l'occasion de montrer son adresse et son héroïsme : en allant à Netherfield voir sa sœur malade, elle doit se défendre, avec seulement une dague, contre trois morts-vivants ; au cours du voyage vers Hunsford, elle sauve la chaise de poste de Sir William d'une violente attaque ; provoquée en duel par Lady Catherine, elle la bat, et lui fait grâce ; après sa réconciliation avec Darcy, elle massacre à ses côtés, sur la route de Oakham Mount (où on entretient les feux chargés de brûler les morts), des non-morts broutant des choux-fleurs qu'ils ont pris pour des cervelles.
- À Pemberley, « où la beauté naturelle de l'Orient a été si peu contrariée par le goût anglais », la promenade des Gardiner dans le parc est perturbée par une troupe agressive, que le mousquet de Darcy, arrivé inopinément, disperse. Mrs Reynolds porte un kimono et a les chevilles entravées, le mobilier, comme l'en-cas servi dans le petit sanctuaire shintō (Shinto shrine) qui sert de salon sont japonais… et Mrs Gardiner rêve de faire le tour du parc dans un phaéton tiré par deux zombies…
- Quand Bingley arrive trop tôt (chapitre 55), les jeunes filles sont en tenue de combat et en séance d'entraînement ; il est convié à chasser les zombies migrateurs avec Mr Bennet.
- La confrontation entre Elizabeth et Lady Catherine a lieu dans le dojo, et Lady Catherine cherche à tuer Elizabeth quand elle refuse de promettre de ne pas épouser Darcy. Victorieuse, Elizabeth lui fait grâce.